# Hohenfelde (Plön)
Hohenfelde es un municipio situado en el distrito de Plön, en el estado federado de Schleswig-Holstein (Alemania), con una población a finales de 2016 de unos 1053 habitantes. También los distritos de Grünberg, Hoffeld, Krummsiek, Malmsteg, Monkamp, Mühlenau y Radeland forman parte del municipio.
Se encuentra ubicado al este del estado, cerca de las ciudades independientes de Neumünster y Kiel, de la costa del mar Báltico y del canal de Kiel.

## Política
La alcaldesa del pueblo es Gesa Fink (FLH). Su sustituto es Ronald Husen (SPD). En el parlamento municipal hay tres partidos: La FLH (Freie Liste Hohenfelde) con tres escaños , la SPD con cinco escaños y la CDU con tres escaños.